# Đại hội Thể thao châu Âu 2015
Đại hội Thể thao châu Âu 2015 (hay Baku 2015) là kỳ Đại hội Thể thao châu Âu  được tổ chức lần đầu tiên dành cho các vận động viên đại diện cho Ủy ban Olympic Quốc gia được diễn ra trong khối châu Âu. Đại hội được tổ chức tại Baku, Azerbaijan từ ngày 12 đến ngày 28 tháng 6 năm 2015, với hơn 6.000 vận động viên tới từ 50 nước khác nhau tranh tài trong 20 môn thể thao.

## Nội dung

### Quốc gia tham dự
| Tham dự bởi các thành viên của Ủy ban Olympic Quốc gia |
| --- |
| \| - Albania (28) - Andorra (31) - Armenia (25) - Áo (143) - Azerbaijan (290) (chủ nhà) - Belarus (152) - Bỉ (118) - Bosna và Hercegovina (56) - Bulgaria (127) - Croatia (106) - Síp (23) - Cộng hòa Séc (130) - Đan Mạch (65) - Estonia (58) - Phần Lan (106) - Pháp (250) - Gruzia (105) - Đức (270) - Anh Quốc (160) - Hy Lạp (138) - Hungary (201) - Iceland (19) - Ireland (62) - Israel (141)[2] - Ý (287) - Kosovo (18) - Latvia (67) - Liechtenstein (10) - Litva (74) - Luxembourg (61) - Macedonia (45) - Malta (61) - Moldova (87) - Monaco (6) - Montenegro (55) - Hà Lan (120) - Na Uy (57) - Ba Lan (212) - Bồ Đào Nha (100) - România (147) - Nga (359) - San Marino (18) - Serbia (134) - Slovakia (178) - Slovenia (83) - Tây Ban Nha (215) - Thụy Điển (75) - Thụy Sĩ (130) - Thổ Nhĩ Kỳ (191) - Ukraina (246) \| |
| - Albania (28) - Andorra (31) - Armenia (25) - Áo (143) - Azerbaijan (290) (chủ nhà) - Belarus (152) - Bỉ (118) - Bosna và Hercegovina (56) - Bulgaria (127) - Croatia (106) - Síp (23) - Cộng hòa Séc (130) - Đan Mạch (65) - Estonia (58) - Phần Lan (106) - Pháp (250) - Gruzia (105) - Đức (270) - Anh Quốc (160) - Hy Lạp (138) - Hungary (201) - Iceland (19) - Ireland (62) - Israel (141) - Ý (287) - Kosovo (18) - Latvia (67) - Liechtenstein (10) - Litva (74) - Luxembourg (61) - Macedonia (45) - Malta (61) - Moldova (87) - Monaco (6) - Montenegro (55) - Hà Lan (120) - Na Uy (57) - Ba Lan (212) - Bồ Đào Nha (100) - România (147) - Nga (359) - San Marino (18) - Serbia (134) - Slovakia (178) - Slovenia (83) - Tây Ban Nha (215) - Thụy Điển (75) - Thụy Sĩ (130) - Thổ Nhĩ Kỳ (191) - Ukraina (246)          |

### Môn thi đấu
| - Bơi - Lặn (8) - Bơi lội (42) - Bơi nghệ thuật (4) - Bóng nước (2) - Bắn cung (5) - Điền kinh (1) - Cầu lông tại Đại hội Thể thao châu Âu 2015 (5) - Bóng rổ (3x3) (2) | - Bóng đá bãi biển (1) - Quyền anh (15) - Đua thuyền (15) - Đua xe đạp - Đua mạo hiểm (2) - Đường núi (2) - Đường trường đua (4) - Đấu kiếm (12) | - Thể dục dụng cụ - Nhào lộn (8) - Aerobic (2) - Thể dục nghệ thuật (14) - Thể dục nhịp điệu (8) - Trampoline (4) - Judo (16) - Para-Judo (2) - Karate (12) - Sambo (8) | - Bắn súng (19) - Bóng bàn (4) - Taekwondo (8) - 3 môn phối hợp (2) - Bóng chuyền - Bãi biển (2) - Trong nhà (2) - Đấu vật - Tự do (12) - Greco-Roman (6) |

### Lịch thi đấu
| OC | Khai mạc | ● | Nội dung mở màn | 1 | Nội dung cuối | CC | Bế mạc |

| June             | June             | 12th Thứ 6 | 13th Thứ 7 | 14th Chủ nhật | 15th Thứ 2 | 16th Thứ 3 | 17th Thứ 4 | 18th Thứ 5 | 19th Thứ 6 | 20th Thứ 7 | 21st Chủ nhật | 22nd Thứ 2 | 23rd Thứ 3 | 24th Thứ 4 | 25th Thứ 5 | 26th Thứ 6 | 27th Thứ 7 | 28th Chủ nhật | Huy chương Nội dung |
| ---------------- | ---------------- | ---------- | ---------- | ------------- | ---------- | ---------- | ---------- | ---------- | ---------- | ---------- | ------------- | ---------- | ---------- | ---------- | ---------- | ---------- | ---------- | ------------- | ------------------- |
| Ceremonies       | Ceremonies       | OC         |            |               |            |            |            |            |            |            |               |            |            |            |            |            |            | CC            |                     |
| Bắn cung         | Bắn cung         |            |            |               |            | ●          | 1          | 2          | ●          | ●          | 1             | 1          |            |            |            |            |            |               | 5                   |
| Điền kinh        | Điền kinh        |            |            |               |            |            |            |            |            |            | ●             | 2          |            |            |            |            |            |               | 1                   |
| Cầu lông         | Cầu lông         |            |            |               |            |            |            |            |            |            |               | ●          | ●          | ●          | ●          | ●          | 2          | 3             | 5                   |
| Bóng rổ (3x3)    | Bóng rổ (3x3)    |            |            |               |            |            |            |            |            |            |               |            | ●          | ●          | ●          | 2          |            |               | 2                   |
| Bóng đá bãi biển | Bóng đá bãi biển |            |            |               |            |            |            |            |            |            |               |            |            | ●          | ●          | ●          | ●          | 1             | 1                   |
| Quyền anh        | Quyền anh        |            |            |               |            | ●          | ●          | ●          | ●          | ●          | ●             | ●          | ●          | ●          | 5          | 5          | 5          |               | 15                  |
| Đua thuyền       | Đua thuyền       |            |            | ●             | 5          | 10         |            |            |            |            |               |            |            |            |            |            |            |               | 15                  |
| Đua xe đạp       | Đua mạo hiểm     |            |            |               |            |            |            |            |            |            |               |            |            |            |            | ●          | ●          | 2             | 8                   |
| Đua xe đạp       | Đường núi        |            | 2          |               |            |            |            |            |            |            |               |            |            |            |            |            |            |               | 8                   |
| Đua xe đạp       | Đường trường     |            |            |               |            |            |            | 2          |            | 1          | 1             |            |            |            |            |            |            |               | 8                   |
| Lặn              | Lặn              |            |            |               |            |            |            | 2          | 2          | 2          | 2             |            |            |            |            |            |            |               | 8                   |
| Đấu kiếm         | Đấu kiếm         |            |            |               |            |            |            |            |            |            |               |            | 2          | 2          | 2          | 3          | 3          |               | 12                  |
| Thể dục dụng cụ  | Thể dục dụng cụ  |            |            | ●             | 2          |            | 1          | 2          | 3          | 10         | 16            |            |            |            |            |            |            |               | 34                  |
| Judo             | Judo             |            |            |               |            |            |            |            |            |            |               |            |            |            | 5          | 6          | 5          | 2             | 18                  |
| Karate           | Karate           |            | 6          | 6             |            |            |            |            |            |            |               |            |            |            |            |            |            |               | 12                  |
| Sambo            | Sambo            |            |            |               |            |            |            |            |            |            |               | 8          |            |            |            |            |            |               | 8                   |
| Bắn súng         | Bắn súng         |            |            |               |            | 3          | 3          | 2          | 2          | 3          | 3             | 3          |            |            |            |            |            |               | 19                  |
| Bơi lội          | Bơi lội          |            |            |               |            |            |            |            |            |            |               |            | 7          | 8          | 9          | 7          | 11         |               | 42                  |
| Bơi nghệ thuật   | Bơi nghệ thuật   | ●          | ●          | ●             | 2          | 2          |            |            |            |            |               |            |            |            |            |            |            |               | 4                   |
| Bóng bàn         | Bóng bàn         |            | ●          | ●             | 2          | ●          | ●          | ●          | 2          |            |               |            |            |            |            |            |            |               | 4                   |
| Taekwondo        | Taekwondo        |            |            |               |            | 2          | 2          | 2          | 2          |            |               |            |            |            |            |            |            |               | 8                   |
| 3 môn phối hợp   | 3 môn phối hợp   |            | 1          | 1             |            |            |            |            |            |            |               |            |            |            |            |            |            |               | 2                   |
| Bóng chuyền      | Bóng chuyền      |            | ●          | ●             | ●          | ●          | ●          | ●          | ●          | 1          | 1             | ●          | ●          | ●          | ●          | ●          | 1          | 1             | 4                   |
| Bóng nước        | Bóng nước        | ●          | ●          | ●             | ●          | ●          | ●          | ●          | ●          | 1          | 1             |            |            |            |            |            |            |               | 2                   |
| Đấu vật          | Đấu vật          |            | 4          | 4             | 4          | 4          | 4          | 4          |            |            |               |            |            |            |            |            |            |               | 24                  |
| Tổng cộng        | Tổng cộng        |            | 13         | 11            | 15         | 21         | 11         | 16         | 11         | 18         | 25            | 13         | 9          | 10         | 21         | 23         | 27         | 9             | 253                 |
| tháng 6          | tháng 6          | 12th Thứ 6 | 13th Thứ 7 | 14th Chủ nhật | 15th Thứ 2 | 16th Thứ 3 | 17th Thứ 4 | 18th Thứ 5 | 19th Thứ 6 | 20th Thứ 7 | 21st Chủ nhật | 22nd Thứ 2 | 23rd Thứ 3 | 24th Thứ 4 | 25th Thứ 5 | 26th Thứ 6 | 27th Thứ 7 | 28th Chủ nhật | Huy chương Nội dung |

## Huy Chương
| Hạng                | NOC                 | Vàng | Bạc | Đồng | Tổng số |
| ------------------- | ------------------- | ---- | --- | ---- | ------- |
| 1                   | Nga                 | 79   | 40  | 45   | 164     |
| 2                   | Azerbaijan          | 21   | 15  | 20   | 56      |
| 3                   | Anh Quốc            | 18   | 11  | 18   | 47      |
| 4                   | Đức                 | 16   | 17  | 33   | 66      |
| 5                   | Pháp                | 12   | 13  | 18   | 43      |
| 6                   | Ý                   | 10   | 26  | 11   | 47      |
| 7                   | Belarus             | 10   | 11  | 22   | 43      |
| 8                   | Ukraina             | 8    | 14  | 24   | 46      |
| 9                   | Hà Lan              | 8    | 12  | 9    | 29      |
| 10                  | Tây Ban Nha         | 8    | 11  | 11   | 30      |
| 11                  | Serbia              | 8    | 4   | 4    | 16      |
| 12                  | Hungary             | 7    | 4   | 8    | 19      |
| 13                  | Thụy Sĩ             | 7    | 4   | 4    | 15      |
| 14                  | Thổ Nhĩ Kỳ          | 6    | 4   | 19   | 29      |
| 15                  | Bỉ                  | 4    | 4   | 3    | 11      |
| 16                  | Đan Mạch            | 4    | 3   | 5    | 12      |
| 17                  | Áo                  | 3    | 6   | 4    | 13      |
| 18                  | România             | 3    | 5   | 4    | 12      |
| 19                  | Bồ Đào Nha          | 3    | 4   | 3    | 10      |
| 20                  | Ba Lan              | 2    | 8   | 10   | 20      |
| 21                  | Gruzia              | 2    | 6   | 8    | 16      |
| 22                  | Israel              | 2    | 4   | 6    | 12      |
| 23                  | Thụy Điển           | 2    | 2   | 3    | 7       |
| 24                  | Litva               | 2    | 1   | 4    | 7       |
| 25                  | Ireland             | 2    | 1   | 3    | 6       |
| 26                  | Croatia             | 1    | 4   | 6    | 11      |
| 27                  | Bulgaria            | 1    | 4   | 5    | 10      |
| 28                  | Hy Lạp              | 1    | 4   | 4    | 9       |
| 29                  | Slovakia            | 1    | 3   | 3    | 7       |
| 30                  | Slovenia            | 1    | 1   | 3    | 5       |
| 31                  | Latvia              | 1    | 0   | 2    | 3       |
| 32                  | Cộng hòa Séc        | 0    | 2   | 5    | 7       |
| 33                  | Moldova             | 0    | 1   | 2    | 3       |
| 33                  | Estonia             | 0    | 1   | 2    | 3       |
| 35                  | San Marino          | 0    | 1   | 1    | 2       |
| 36                  | Síp                 | 0    | 1   | 0    | 1       |
| 36                  | Armenia             | 0    | 1   | 0    | 1       |
| 38                  | Na Uy               | 0    | 0   | 2    | 2       |
| 38                  | Macedonia           | 0    | 0   | 2    | 2       |
| 40                  | Montenegro          | 0    | 0   | 1    | 1       |
| 40                  | Kosovo              | 0    | 0   | 1    | 1       |
| 40                  | Phần Lan            | 0    | 0   | 1    | 1       |
| Tổng số (42 đơn vị) | Tổng số (42 đơn vị) | 253  | 253 | 339  | 845     |